# International Player Pathway Program
L'International Player Pathway Program (IPPP) è un programma della National Football League (NFL) volto a dare ad atleti provenienti da nazioni diverse da Stati Uniti e Canada l'opportunità, attraverso un percorso ben definito, di dimostrare le proprie capacità nel football americano al fine ultimo di provare a far parte di una squadra della NFL.
Questo programma si inserisce in una strategia più ampia messa in campo dalla NFL per crescere a livello internazionale e che comprende, ad esempio, iniziative come le NFL International Series o la programmazione di alcune gare in orari più accessibili dall'estero.
Se la finalità diretta di questo programma è quella di fornire l'opportunità di giocare nella lega ad atleti provenienti da fuori il Nord America, allo stesso tempo esso offre alle squadre di aumentare il bacino di atleti tra cui cercare nuovi talenti e alla lega di accrescere l'interesse verso il football americano in un mercato ampliato a livello globale.

## Storia
L'International Player Pathway Program non fu la prima iniziativa della NFL per aggiungere atleti internazionali di talento nel gruppo dei possibili giocatori da selezionare: dal 2004 al 2009 fu attivo infatti l'NFL International Development Practice Squad Program e poi, dopo un'interruzione di sette anni, nel 2016 ci fu l'NFL Undiscovered il cui gran successo portò all'avvio dell'IPPP nel 2017.

### 2004 - 2009: L'NFL International Development Practice Squad Program
L'NFL International Practice Squad Program fu un progetto lanciato nel 2004 in cui atleti selezionati al di fuori di Stati Uniti e Canada venivano assegnati alle squadre di allenamento delle franchigie della NFL. Il programma, che durò fino al 2009, diede l'opportunità a molti giocatori provenienti da svariate nazioni di giocare nella NFL o in altre leghe professionistiche come l'Arena Football League, la United Football League e la Canadian Football League.

### 2016: L'NFL Undiscovered

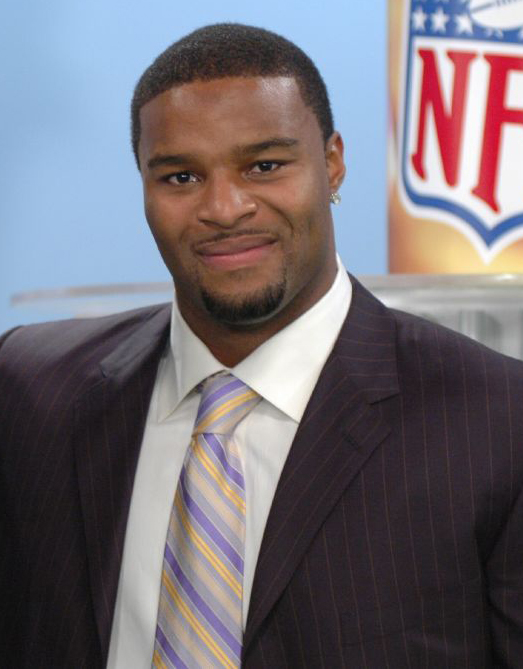
Osi Umenyiora ideatore, insieme a Aden Durde, dell'NFL Undiscovered nel 2016

Due ex giocatori della NFL di origine britannica, l'allora responsabile allo sviluppo della NFL in Gran Bretagna Aden Durde e il due volte vincitore del Super Bowl Osi Umenyiora, rimasero sconcertati che la NFL non avesse definito un percorso di selezione per quegli atleti che non provenissero da high school e/o da college americani, rischiando così di perdersi dei talenti. Per rimediare a tale situazione all'inizio del 2016 i due usarono i loro contatti personali e professionali all'interno della NFL per creare un programma di allenamento e organizzarono incontri e provini con squadre della NFL per un piccolo numero di atleti internazionali. Il gruppo iniziale era composto da tutti giocatori che vivevano, lavoravano e giocavano da dilettanti a football in Europa. Malgrado non fosse ufficialmente un programma della NFL, fu comunque supportato dalla lega, che commissionó una mini serie di documentari, chiamata appunto NFL Undiscovered, per raccontare le storie e i percorsi dei giocatori coinvolti.

### 2017-Presente: L'IPPP
Nel 2017, sull'onda del successo dell' NFL Undiscovered e di fatto sua continuazione, prese ufficialmente avvio l'IPPP organizzato e gestito dalla NFL che, tra l'altro, provvide a suddividere i costi del programma tra le squadre della lega e introdusse specifiche regole da applicare nella formazione dei roster in cui era inserito un giocatore proveniente dal programma.

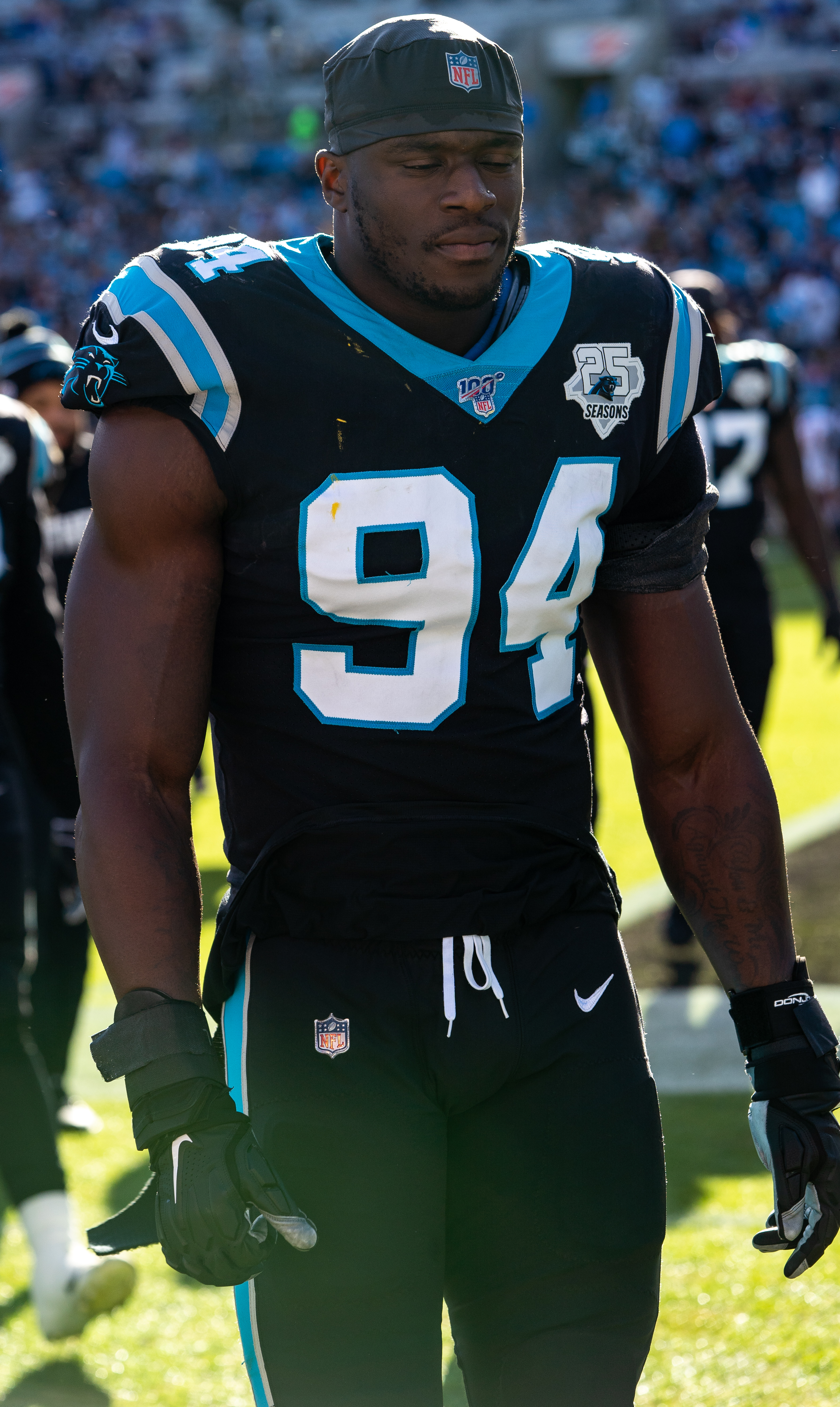
Il nigeriano Efe Obada nei Carolina Panthers nel 2017

Cresciuto di anno in anno, al 2023 tutte le 32 franchigie NFL hanno avuto almeno un giocatore internazionale, per un totale di 37 giocatori entrati nella lega tramite il programma (tramite assegnazione, scelti al draft o firmando da free agent) da quando è stato avviato, di questi 13 sono attualmente sotto contratto, di cui quattro nel roster attivo.

## Criteri di accesso
Nel 2017 agli atleti internazionali che volessero provare ad entrare nella NFL fu richiesto di avere determinati requisiti per poter accedere al programma:
- Avere un'età massima di 24 anni
- Aver terminato da almeno 4 anni il livello scolastico equivalente alla high school
- Non aver giocato a football in un college statunitense
- Parlare la lingua inglese
- Non essere cittadino di Stati Uniti o Canada
- Avere la possibilità di viaggiare negli Stati Uniti per due mesi dalla prima settimana di marzo

Nel corso degli anni alcuni di questi criteri sono cambiati e comunque sono stati applicati con una certa elasticità e discrezionalità durante il processo di selezione finalizzato prioritariamente a far emergere il talento, ed infatti non tutti gli atleti che hanno partecipato al programma li rispettavano tutti. Ad esempio il tedesco Jakob Johnson nel 2019 aveva precedentemente giocato con l'Università del Tennessee.

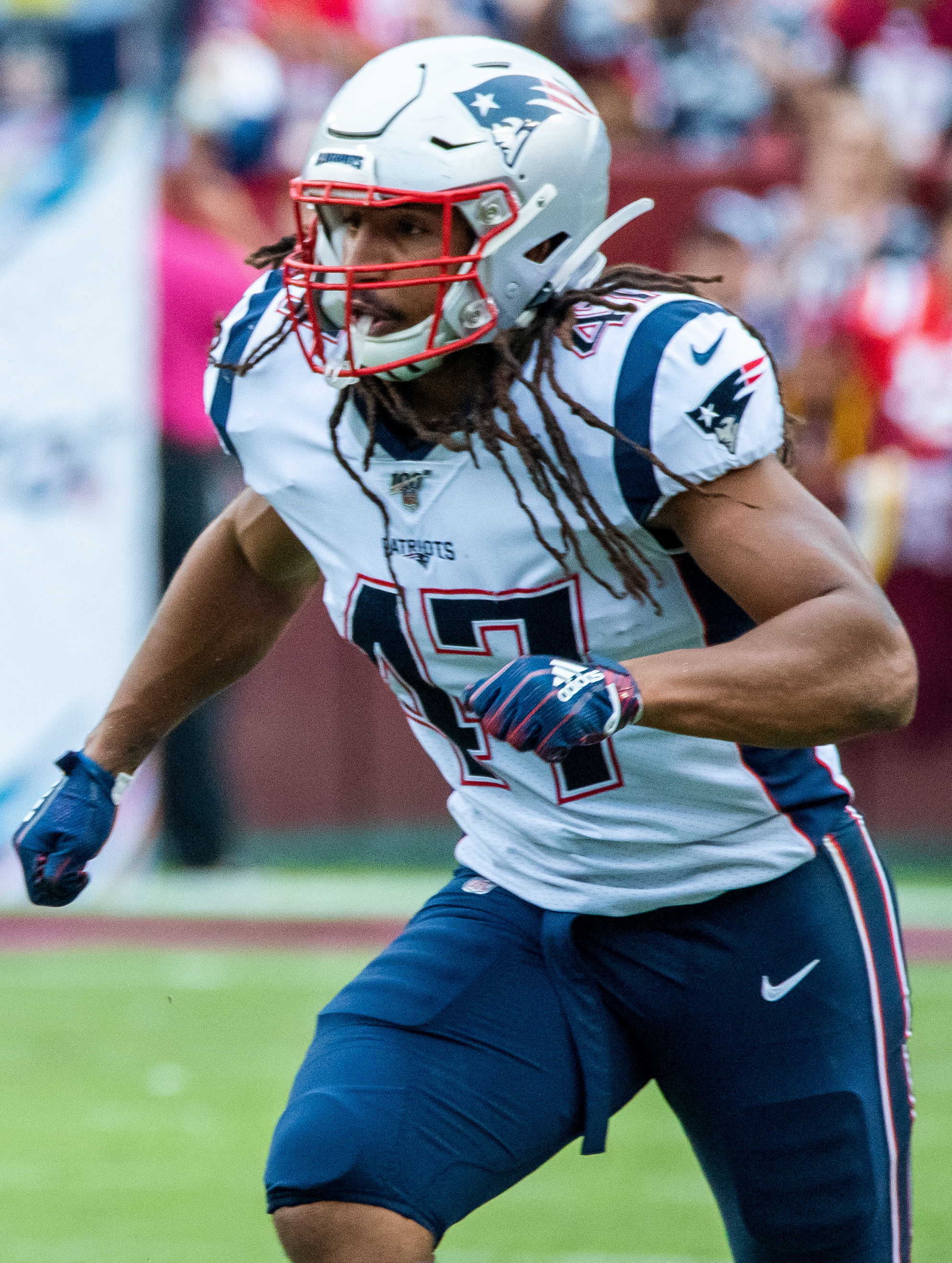
Il tedesco Jakob Johnson entrato nei New England Patriots nel 2019

## Percorso di selezione
Gli atleti che partecipano al progetto devono seguire un preciso percorso di selezione che inizia col partecipare a campi di allenamento, provini ed infine eventi sportivi simili all'NFL Combine organizzati dalla NFL all'estero, di solito in Inghilterra e Germania, ed in cui ogni atleta può mostrare le proprie capacità nel football.
Gli atleti ritenuti idonei e con un livello di preparazione adeguato svolgono quindi 10 settimane di allenamento, insieme a giocatori NFL, tra gennaio e marzo negli Stati Uniti e sono posti quindi all'attenzione degli osservatori delle squadre della NFL.
Eventualmente, qualora uno dei giocatori internazionali del programma abbia attirato l'attenzione dei selezionatori di qualche squadra, può essere scelto da una squadra nel corso del draft, come avvenuto per l'australiano Jordan Mailata scelto nel Draft NFL 2018 come 233° dai Philadelphia Eagles, oppure può anche firmare direttamente con una squadra da free agent come fatto dal cileno Sammis Reyes nel 2021 con il Washington Football Team.

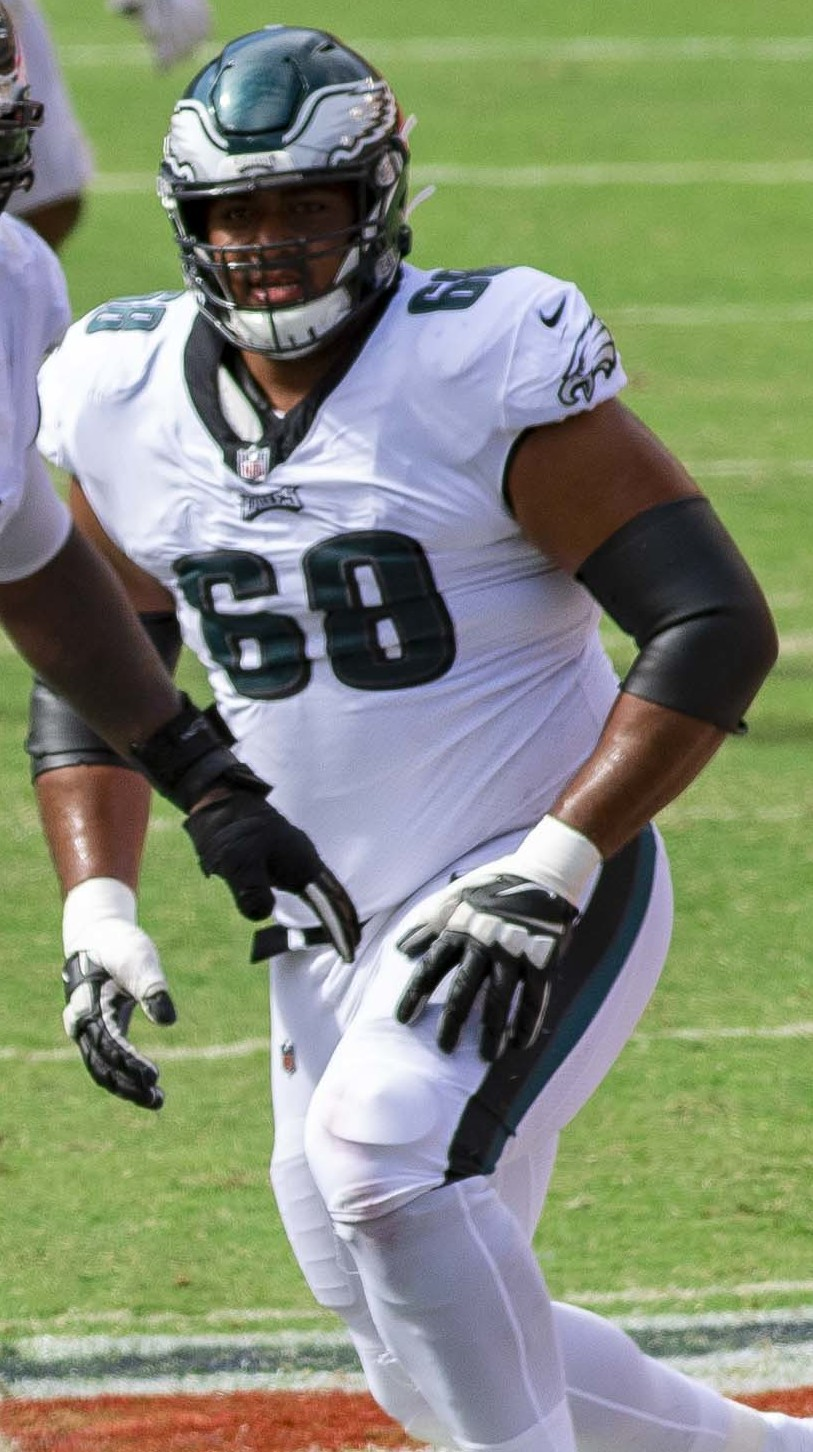
L'australiano Jordan Mailata scelto nel Draft NFL 2018 dai Philadelphia Eagles

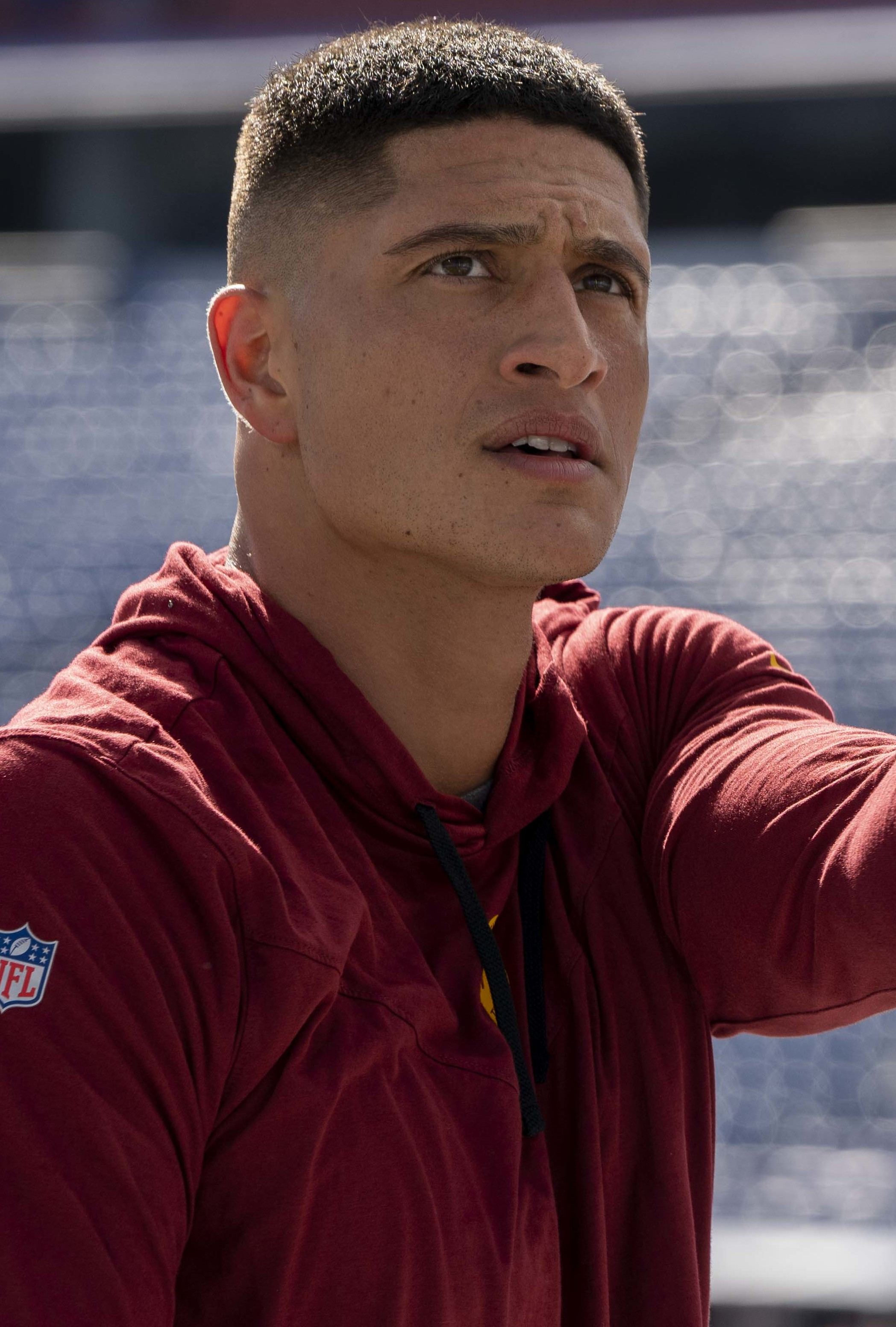
Il cileno Sammis Reyes che nel 2021 ha firmato da free agent con il Washington Football Team

Più comunemente quegli atleti del programma che si sono dimostrati più talentuosi sono inseriti in una squadra della NFL per svolgere il periodo di allenamento precampionato e provare così a guadagnarsi un posto per la stagione a venire.
Ad esempio nel 2022 il gruppo iniziale di atleti internazionali selezionati era di 66 giocatori provenienti da 21 nazioni: di questi 12 hanno quindi svolto le 10 settimane di allenamento negli Stati Uniti e poi solo 4 sono stati assegnati a delle squadre della NFL per essere valutati durante il campo di allenamento estivo.

## Regole per i roster
La NFL ha introdotto specifiche regole per i roster delle franchigie che hanno atleti provenienti dall'IPPP.

### Assegnazione ad una squadra
I giocatori internazionali che completano il programma venendo valutati di livello per provare a giocare nella NFL sono assegnati, uno per squadra, ad una delle squadre di almeno una delle otto division scelte ogni anno in modo casuale.
| Stagione | Division selezionata | Numero di giocatori internazionali assegnati | Nota   |
| -------- | -------------------- | -------------------------------------------- | ------ |
| 2017     | NFC South            | 4                                            | [ 20 ] |
| 2018     | AFC North            | 4                                            | [ 21 ] |
| 2019     | AFC East             | 4                                            | [ 22 ] |
| 2020     | NFC East             | 4                                            | [ 23 ] |
| 2021     | NFC West             | 4                                            | [ 24 ] |
| 2022     | AFC South            | 4                                            | [ 25 ] |
| 2023     | AFC West             | 4                                            | [ 7 ]  |
| 2023     | NFC North            | 4                                            | [ 7 ]  |

A partire dalla stagione 2024 la lega garantì a tutte le 32 franchigie un posto extra nella squadra di allenamento per poter ingaggiare un giocatore internazionale, al fine quindi di incrementare la loro presenza.

### Posto extra prima dell'avvio della stagione
Alla squadra in cui viene inserito un giocatore internazionale è permesso di ampliare di un'unità il numero dei giocatori che possono prendere parte al periodo di allenamento svolto in estate prima dell'avvio vero e proprio della stagione, e portarlo quindi da 90 a 91 giocatori.
In questo modo il giocatore internazionale può svolgere la preparazione senza togliere spazio ad altri giocatori e provare a convincere la squadra a confermarlo per la stagione regolare.

### Eccezione per la squadra di allenamento

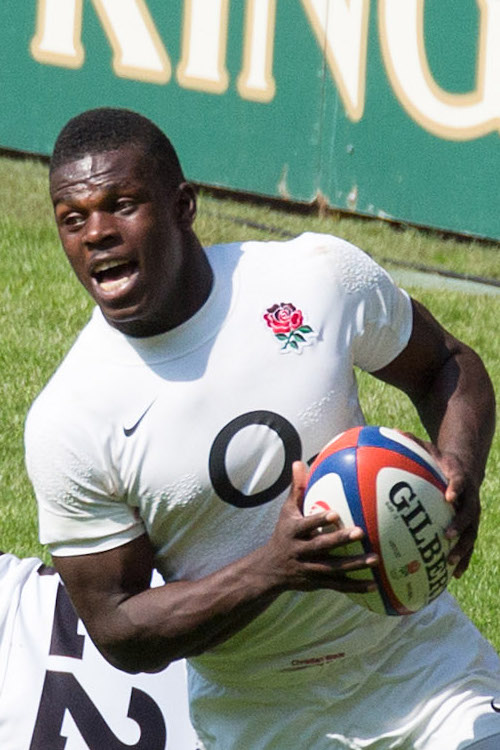
Il britannico Christian Wade inserito nel 2019 dai Buffalo Bills nella squadra di allenamento sfruttando il posto extra garantito dall'eccezione

Nel momento in cui, subito prima dell'avvio della stagione regolare, la squadra è tenuta a ridurre il proprio roster attivo a 53 unità, le opzioni per i giocatori internazionali sono del tutto simili a quelle applicate a tutti gli altri giocatori.
Il giocatore internazionale infatti può, laddove ritenuto idoneo, essere inserito dalla squadra nel proprio roster attivo di 53 giocatori per giocare così la stagione regolare.
In caso contrario il giocatore internazionale viene svincolato e quindi inserito nel così detto waive system che consente a tutte le altre squadre della NFL, in un determinato lasso di tempo, di reclamare per se il giocatore.
In seguito, se nessun'altra squadra lo ha reclamato, la squadra originaria può decidere di inserirlo nella propria squadra di allenamento: in questo caso al giocatore internazionale può essere applicata una specifica regola, ossia la squadra ha la possibilità di chiedere la così detta esenzione facendo incrementare di un'unità il numero massimo di giocatori nella squadra di allenamento. Con questa regola quindi il giocatore internazionale non toglierà spazio ad altri nella squadra di allenamento.

### Passaggio al roster attivo
Fino alla stagione 2021 il giocatore internazionale posto nella squadra di allenamento utilizzando l'eccezione non poteva durante la stagione passare nel roster attivo, sia della squadra corrente che delle altre squadre della NFL mentre se l'eccezione non fosse stata utilizzata, il giocatore internazionale "contava" come qualsiasi altro giocatore nel computo del numero di elementi della squadra di allenamento e quindi poteva poi nel corso della stagione essere elevato nel roster attivo.
Invece a partire dalla stagione 2021 questa regola fu rivista dalla NFL che decise di concedere la possibilità anche durante la stagione alle squadre di elevare nel roster attivo un giocatore internazionale su cui era stata applicata l'eccezione: tale procedura però è irreversibile, ossia una volta tolta l'eccezione su un giocatore internazionale, questa non potrà poi più essere utilizzata in futuro.

## Giocatori principali
Dati aggiornati alla stagione 2025
|  | Giocatore nel roster attivo            |
|  | Giocatore nella squadra di allenamento |
|  | Selezionato al draft                   |
|  | Ingaggiato come free agent             |

| Stagione | Giocatore                     | Nazione di provenienza | Sport precedente      | Ruolo              | Squadra con cui ha debuttato | Note   |
| -------- | ----------------------------- | ---------------------- | --------------------- | ------------------ | ---------------------------- | ------ |
| 2016     | Anthony Dablé-Wolf            | Francia                | Football              | Wide receiver      | New York Giants              | [ 34 ] |
| 2016     | Moritz Böhringer              | Germania               | Football              | Wide receiver      | Minnesota Vikings            | [ 35 ] |
| 2017     | Alex Gray                     | Regno Unito            | Rugby a 15            | Tight end          | Atlanta Falcons              | [ 36 ] |
| 2017     | Alex Jenkins                  | Regno Unito            | Football              | Defensive end      | New Orleans Saints           | [ 37 ] |
| 2017     | Eric Nzeocha                  | Germania               | Football              | Linebacker         | Tampa Bay Buccaneers         | [ 38 ] |
| 2017     | Efe Obada                     | Regno Unito            | Football              | Defensive end      | Carolina Panthers            | [ 39 ] |
| 2018     | Moritz Böhringer              | Germania               | Football              | Tight end          | Cincinnati Bengals           | [ 40 ] |
| 2018     | Christopher Ezeala            | Germania               | Football              | Running back       | Baltimore Ravens             | [ 41 ] |
| 2018     | Jordan Mailata                | Australia              | Rugby a 13            | Offensive tackle   | Philadelphia Eagles          | [ 42 ] |
| 2018     | Tigie Sankoh                  | Regno Unito            | Football              | Defensive back     | Cleveland Browns             | [ 43 ] |
| 2018     | Christian Scotland-Williamson | Regno Unito            | Rugby a 15            | Tight end          | Pittsburgh Steelers          | [ 44 ] |
| 2019     | Valentine Holmes              | Australia              | Rugby a 13            | Running back       | New York Jets                | [ 45 ] |
| 2019     | Jakob Johnson                 | Germania               | Football              | Fullback           | New England Patriots         | [ 46 ] |
| 2019     | Durval Queiroz Neto           | Brasile                | Football              | Defensive tackle   | Miami Dolphins               | [ 47 ] |
| 2019     | Christian Wade                | Regno Unito            | Rugby a 15            | Running back       | Buffalo Bills                | [ 48 ] |
| 2020     | Isaac Alarcón                 | Messico                | Football              | Offensive tackle   | Dallas Cowboys               | [ 49 ] |
| 2020     | David Bada                    | Germania               | Football              | Defensive tackle   | Washington Football Team     | [ 49 ] |
| 2020     | Matt Leo                      | Australia              | Football              | Defensive end      | Philadelphia Eagles          | [ 49 ] |
| 2020     | Sandro Platzgummer            | Austria                | Football              | Running back       | New York Giants              | [ 49 ] |
| 2021     | Aaron Donkor                  | Germania               | Football              | Defensive end      | Seattle Seahawks             | [ 50 ] |
| 2021     | Alfredo Gutiérrez             | Messico                | Football              | Offensive tackle   | San Francisco 49ers          | [ 50 ] |
| 2021     | Max Pircher                   | Italia                 | Pallamano             | Offensive tackle   | Los Angeles Rams             | [ 50 ] |
| 2021     | Sammis Reyes                  | Cile                   | Pallacanestro         | Tight end          | Washington Football Team     | [ 51 ] |
| 2021     | Bernhard Seikovits            | Austria                | Football              | Tight end          | Arizona Cardinals            | [ 50 ] |
| 2022     | Marcel Dabo                   | Germania               | Football              | Cornerback         | Indianapolis Colts           | [ 52 ] |
| 2022     | Haggai Crimson Ndubuisi       | Nigeria                | Calcio, Pallacanestro | Offensive tackle   | Arizona Cardinals            | [ 53 ] |
| 2022     | Adedayo Odeleye               | Regno Unito            | Football              | Defensive end      | Houston Texans               | [ 52 ] |
| 2022     | Thomas Odukoya                | Paesi Bassi            | Football              | Tight end          | Tennessee Titans             | [ 52 ] |
| 2022     | Kehinde Oginni Hassan         | Nigeria                | Pallacanestro         | Defensive end      | Kansas City Chiefs           | [ 54 ] |
| 2022     | Ayo Oyelola                   | Regno Unito            | Football              | Strong safety      | Jacksonville Jaguars         | [ 52 ] |
| 2022     | Roy Mbaeteka                  | Nigeria                | Football              | Offensive tackle   | New York Giants              | [ 55 ] |
| 2023     | Haggai Chisom Ndubuisi *      | Nigeria                | Calcio, Pallacanestro | Defensive lineman  | Denver Broncos               | [ 56 ] |
| 2023     | Chukwuebuka Godrick           | Nigeria                | Pallacanestro         | Offensive lineman  | Kansas City Chiefs           | [ 57 ] |
| 2023     | David Ebuka Agoha             | Nigeria                | Pallacanestro         | Defensive lineman  | Las Vegas Raiders            | [ 58 ] |
| 2023     | Basil Chijioke Okoye          | Nigeria                | Pallacanestro         | Defensive lineman  | Los Angeles Chargers         | [ 59 ] |
| 2023     | Roy Mbaeteka*                 | Nigeria                | Pallacanestro         | Offensive lineman  | Chicago Bears                | [ 60 ] |
| 2023     | Patrick Murtagh               | Australia              | Football australiano  | Tight end          | Detroit Lions                | [ 61 ] |
| 2023     | Kenneth Odumegwu              | Nigeria                | Pallacanestro         | Defensive lineman  | Green Bay Packers            | [ 62 ] |
| 2023     | Junior Aho                    | Francia                | Football              | Outside linebacker | Minnesota Vikings            | [ 63 ] |
| 2024     | Louis Rees-Zammit             | Regno Unito            | Rugby a 15            | Running back       | Kansas City Chiefs           | [ 64 ] |
| 2024     | Charlie Smyth                 | Irlanda                | Calcio gaelico        | Placekicker        | New Orleans Saints           | [ 65 ] |
| 2024     | Lorenz Metz                   | Germania               | Football              | Offensive lineman  | Tampa Bay Buccaneers         | [ 66 ] |
| 2024     | Patrick Murtagh               | Australia              | Football australiano  | Tight end          | Jacksonville Jaguars         | [ 67 ] |
| 2024     | Travis Clayton                | Regno Unito            | Rugby a 15            | Offensive guard    | Buffalo Bills                | [ 68 ] |
| 2024     | Bayron Matos                  | Rep. Dominicana        | Pallacanestro         | Offensive tackle   | Miami Dolphins               | [ 69 ] |
| 2024     | Jotham Russell                | Australia              | Rugby a 13            | Defensive end      | New England Patriots         | [ 70 ] |
| 2024     | Praise Olatoke                | Nigeria                | Atletica leggera      | Wide receiver      | Los Angeles Chargers         | [ 71 ] |
| 2024     | Jude McAtamney                | Irlanda                | Calcio gaelico        | Placekicker        | New York Giants              | [ 72 ] |
| 2024     | Laekin Vakalahi               | Australia              | Rugby a 13            | Offensive tackle   | Philadelphia Eagles          | [ 73 ] |
| 2024     | Denzel Daxon                  | Bahamas                | Football              | Defensive tackle   | Dallas Cowboys               | [ 74 ] |
| 2024     | Thomas Yassmin                | Australia              | Football              | Tight end          | Denver Broncos               | [ 75 ] |
| 2024     | David Olajiga                 | Regno Unito            | Football              | Defensive tackle   | Los Angeles Rams             | [ 76 ] |
| 2024     | Alex Hale                     | Australia              | Football              | Placekicker        | Green Bay Packers            | [ 77 ] |
| 2024     | Julius Welschof               | Germania               | Football              | Linebacker         | Pittsburgh Steelers          | [ 78 ] |
| 2025     | Lenny Krieg                   | Germania               | Football              | Placekicker        | Atlanta Falcons              | [ 79 ] |
| 2025     | Jordan Petaia                 | Australia              | Rugby a 15            | Tight end          | Los Angeles Chargers         | [ 80 ] |
| 2025     | T.J. Maguranyanga             | Zimbabwe               | Rugby a 15            | Defensive end      | Washington Commanders        | [ 81 ] |
| 2025     | Dante Barnett                 | Regno Unito            | Football              | Defensive tackle   | Cincinnati Bengals           | [ 82 ] |
| 2025     | Mapalo Mwansa                 | Regno Unito            | Football              | Defensive end      | Carolina Panthers            | [ 83 ] |
| 2025     | Leander Wiegand               | Germania               | Football              | Offensive tackle   | New York Jets                | [ 84 ] |
| 2025     | Laki Tasi                     | Australia              | Rugby a 15            | Defensive lineman  | Las Vegas Raiders            | [ 85 ] |
| 2025     | Oscar Chapman                 | Australia              | Football              | Punter             | Minnesota Vikings            | [ 86 ] |

* Giocatore già entrato in NFL da free agent nelle stagioni precedenti